# 2016年中華民國總統就職典禮
中華民國第十四任總統、副總統就職典禮於2016年（民國105年）5月20日舉行。民主進步黨籍總統當選人蔡英文和無黨籍副總統當選人陳建仁於本日宣誓就職，也意味著這是臺灣民主化之後中華民國的第三次政黨輪替。蔡英文、陳建仁在司法院院長赖浩敏的監誓下宣誓完畢後，由立法院院長蘇嘉全授予蔡英文中華民國總統之印、中華民國國璽及榮典之璽等重要印信。
由於民進黨對於臺灣海峽兩岸關係的政治立場因素，使得蔡英文的兩岸政策論述備受全球各界矚目。

## 籌備
第14任總統副總統選舉結果確定由民主進步黨候選人蔡英文、陳建仁當選後，總統府宣佈召開交接小組會議，卸任政府交接小組以總統府秘書長曾永權為首，包括副秘書長熊光华、蕭旭岑、國安會副秘書長趙克達及行政院副院長杜紫軍、副秘書長宋餘俠；接任政府交接小組則由民進黨秘書長吳釗燮領軍，包括前秘書長林錫耀、副秘書長劉建忻、民意調查中心主任陳俊麟、政策委員會首席副執行長施克和與蔡英文政策辦公室執行長張景森，共同商議就職大典的籌備事宜，並由接任方成立「中華民國第十四任總統副總統宣誓就職典禮籌備委員會」規劃就職典禮、国宴及國內外賓客接待等細部事宜。

## 典禮流程

### 宣誓就職

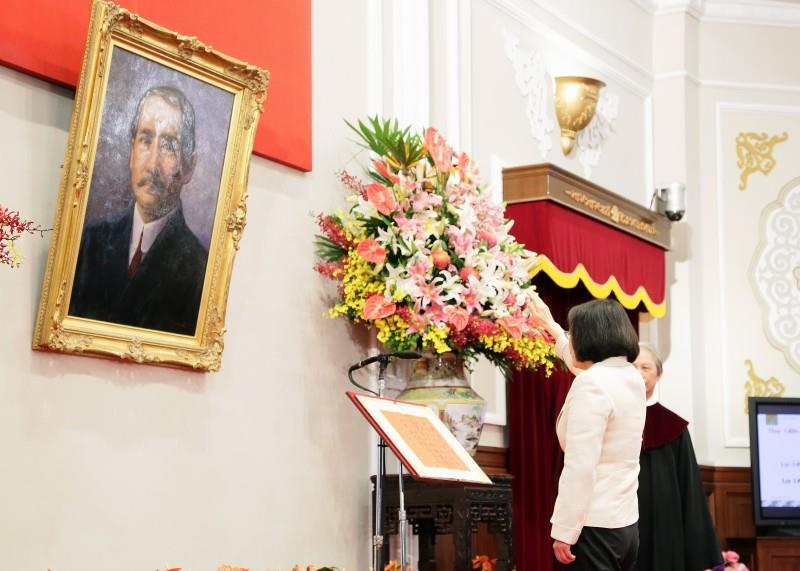
蔡英文宣誓就任中華民國第14任總統

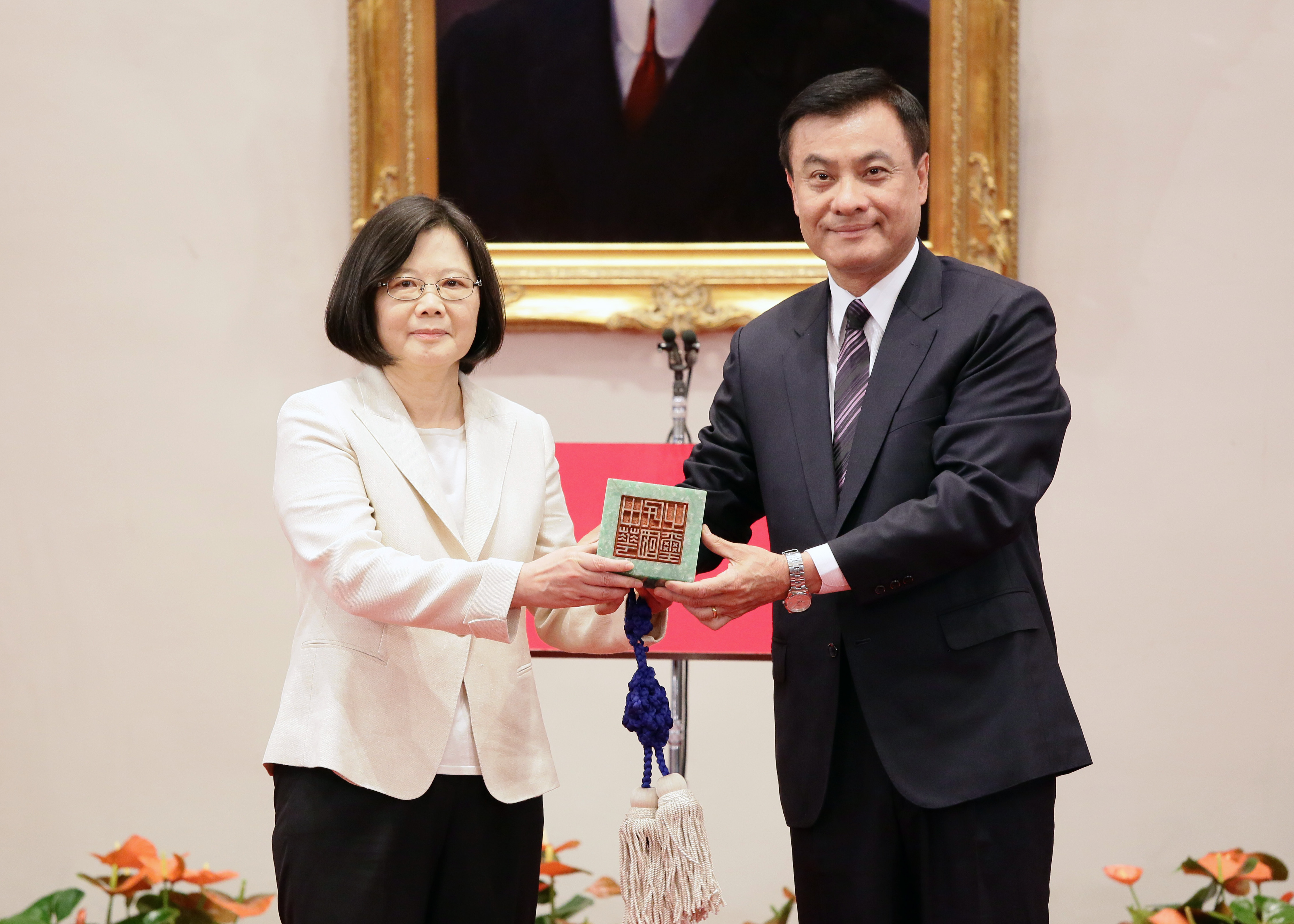
立法院院長蘇嘉全授予第14任總統蔡英文中華民國國璽

2016年5月20日上午9時，第14任總統蔡英文與副總統陳建仁一同於總統府大禮堂（經國廳）內宣誓就任。在陪送卸任的第13任總統馬英九、副總統吳敦義離府後，於府內簽署行政院院長、總統府秘書長及國家安全會議秘書長人事命令，接著前往府外出席就職慶祝大會。

### 場外活動
- 中華民國國軍聯合示範樂儀隊進行操演、並由各民間單位、歌手輪流於主舞台前表演與合唱。

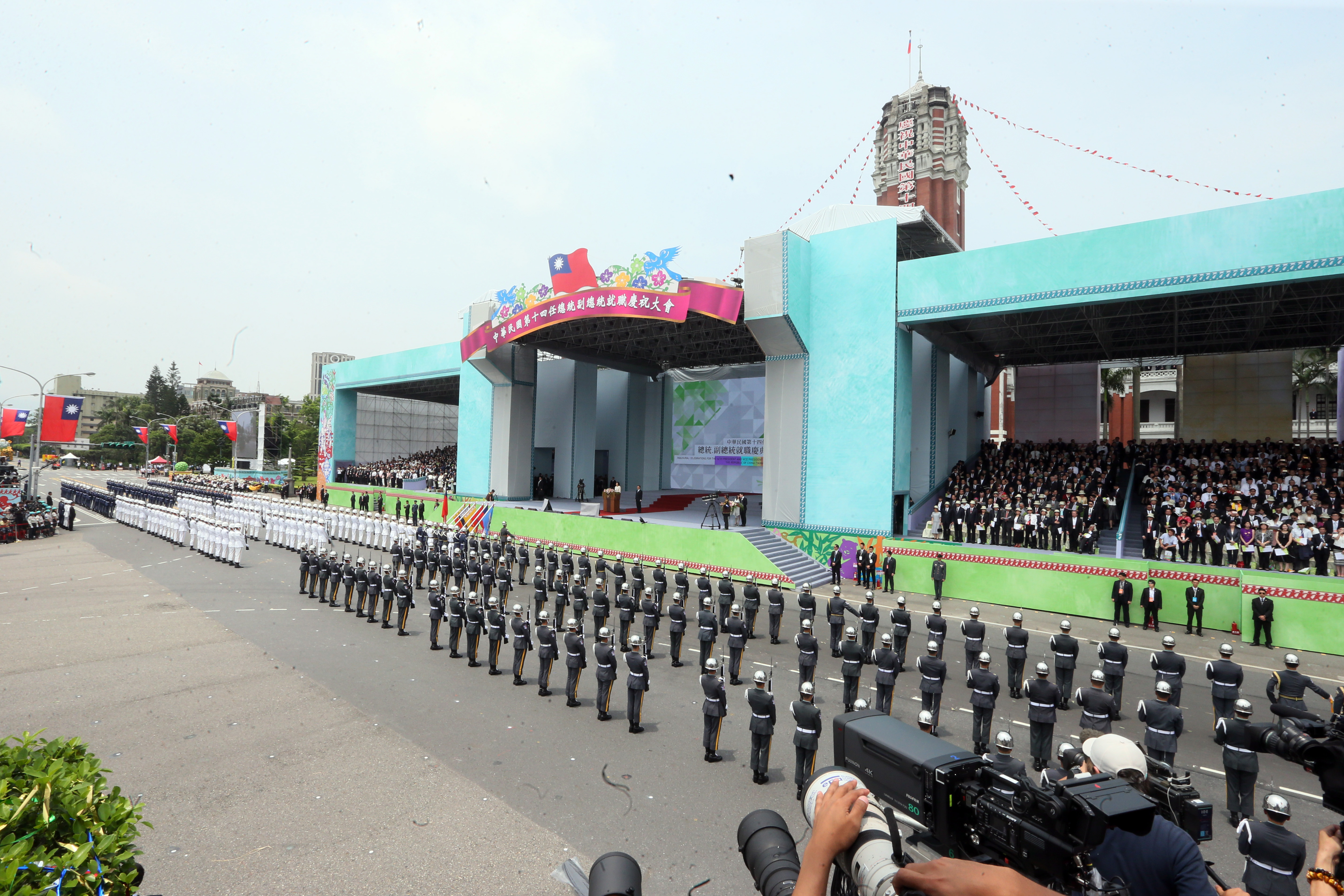
三軍聯合樂儀隊於就職典禮會場操演

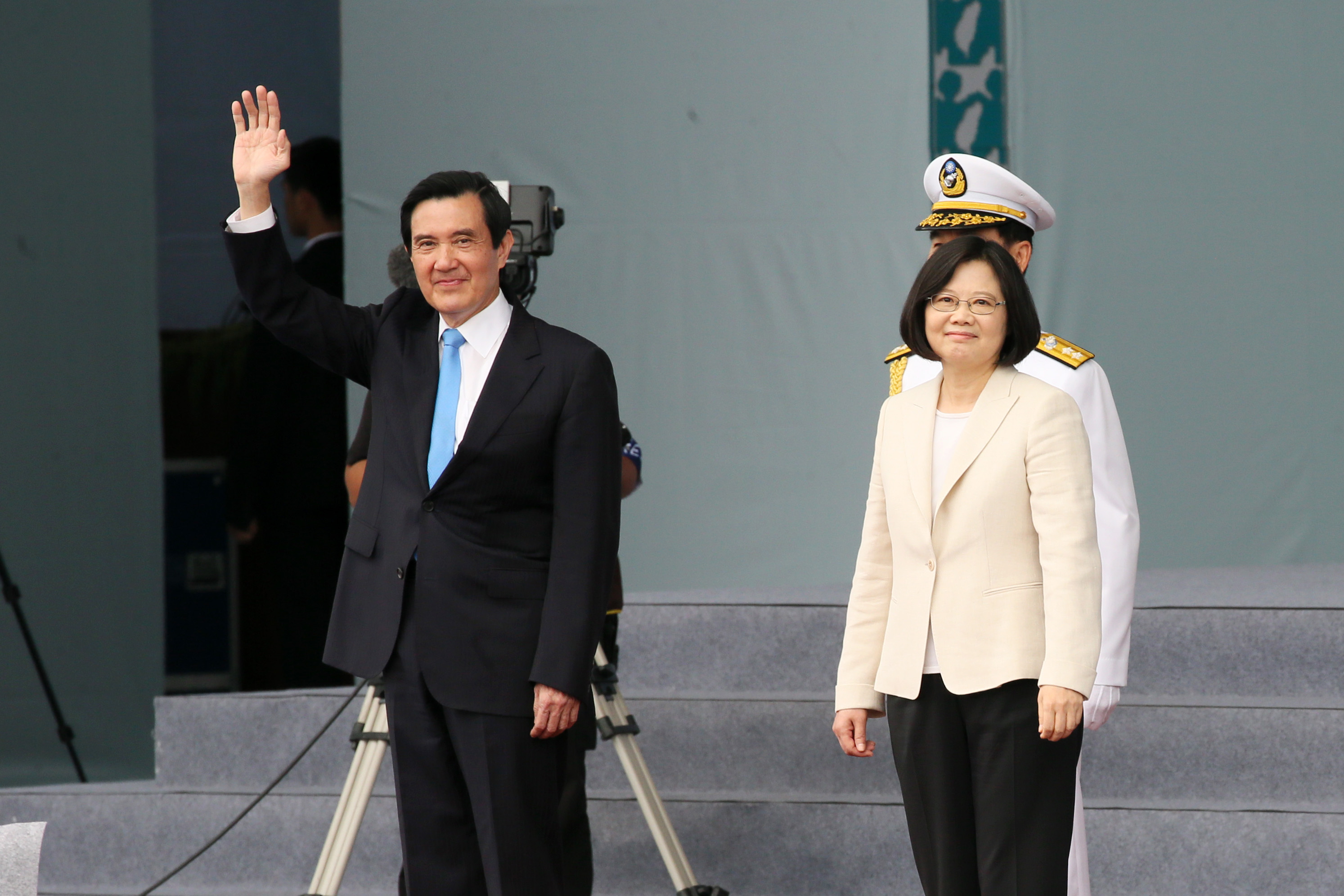
卸任總統馬英九（左）與新任總統蔡英文（右）共同現身會場向民眾致意

### 就職演說
新任總統在宣誓就職後，於就職慶祝大會會場發表就職演說，內容提及「尊重兩岸兩會於1992年會談的歷史事實」，並強調將維持海峽兩岸的現狀。中國國務院臺灣事務辦公室對此批評「是一份沒有完成的答卷」。

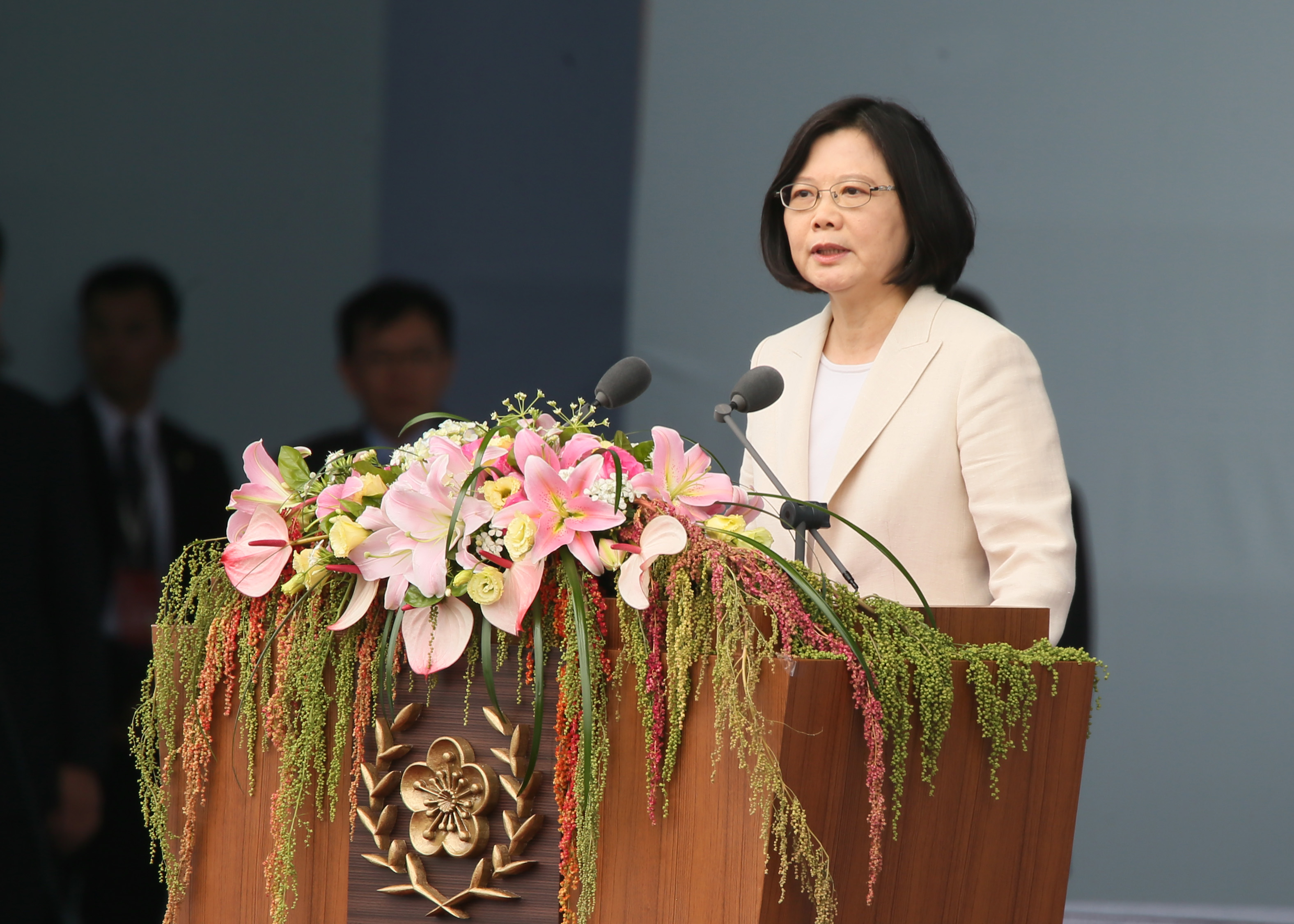
第14任總統蔡英文發表就職演說

## 來訪外賓

### 邦交國
- 國王 恩史瓦帝三世
- 基里巴斯總統 塔内希·马茂
- 马绍尔群岛總統 希爾達·海妮
- 瑙鲁總統 巴倫·瓦卡
- 帛琉總統 小湯米·雷蒙傑索
- 巴拉圭總統 奥拉西奥·卡提斯
- 所罗门群岛總督 弗蘭克·卡布依（英语：Frank Kabui）
- 圣基茨和尼维斯總理 提摩西·哈里斯
- 總理 埃內爾·索本嘉
- 布吉納法索總理 保羅·卡巴·鐵巴
- 尼加拉瓜副總統 阿耶斯雷門斯（英语：Moises Omar Halleslevens Acevedo）
- 副總理 韋格（英语：Gaspar Vega）
- 副總理兼外長 路易斯·史垂克（英语：Louis Straker）
- - 第一夫人 瑪洛晶（英语：Patricia Marroquín）
  - 外交部長 卡洛斯·摩拉雷斯（英语：Carlos Raúl Morales）
- 海地
  - 第一夫人 普麗巍（英语：Ginette Michaud Privert）
  - 外交部長 戴廉能（Pierrot DELIENNE）
- 巴拿马第一夫人 羅蕾娜（英语：Lorena Castillo）
- 最高法院院長 阿蓋塔（Rolando Edgardo Argueta Pérez）
- 外交部長 納巴羅（英语：Andrés Navarro）
- 薩爾瓦多外交部長 雨果·馬丁內斯（英语：Hugo Martínez (politician)）
- 聖多美和普林西比外交部長 賀姆斯（法语：Manuel Salvador dos Ramos）
- 圣卢西亚教育部長 羅伯特·甘迺迪·路易士（英语：Robert Kennedy Lewis）
- 梵蒂冈
  - 駐日本大使 車納德
  - 萬民福音部秘書長 韩大辉總主教

### 非邦交國
- 美国代表團
  - 前貿易代表 罗恩·柯克
  - 前副國務卿 约翰·内格罗蓬特
- 日本代表團
  - 日華議員懇談會會長 古屋圭司眾議員
- 新加坡前國會議長 阿都拉（英语：Abdullah Tarmugi）
- 加拿大加臺國會議員友好協會會長 茱蒂·史葛洛（英语：Judy Sgro）眾議員
- 印度尼西亞特使團
  - 副總統首席經濟顧問 林綿坤（英语：Sofjan Wanandi）
- 欧洲议会友臺小組副主席 多明尼克·里克（英语：Dominique Riquet）議員
- 聯邦眾議員 布朗·毕晓普
- 奥地利國會友臺小組主席 沃納恩·艾蒙（德语：Werner Amon）議員
- 巴西聯邦參議員 馬格諾·馬爾托（英语：Magno Malta）
- 智利眾議員 羅貝雷（西班牙语：Alberto Robles）
- 捷克前副總理 亞歷山卓·翁德拉（英语：Alexandr Vondra）
- 丹麦國會友臺小組主席 布萊恩·米凱森（英语：Brian Mikkelsen）議員
- 爱沙尼亚國會友臺小組主席 卡勒夫·拉內特（英语：Kalle Laanet）議員
- 法國國民議會友臺小組副主席 龍克勒（英语：François Loncle）議員、丹尼斯·賈卡（法语：Denis Jacquat）議員
- 德国國會議員 艾克索·費雪（英语：Axel Fischer）
- 匈牙利國會議員 佛杜爾（英语：Gábor Fodor (politician)）
- 印度人民黨資深顧問 裘立（英语：Vijay Jolly）
- 爱尔兰國會友臺小組主席 約翰·馬基尼士（英语：John McGuinness (politician)）議員
- 以色列國會議員 雪莉·雅可莫維奇（英语：Shelly Yachimovich）
- 義大利國會友協副主席 葛斐帝（意大利语：Guido Galperti）議員、眾議員 狄邁優（意大利语：Marco Di Maio）
- 约旦眾議院衛生及環境委員會主席 習嘉進（Raed Hijazin）
- 國會議員 趙慶泰
- 拉脫維亞波羅的海議會主席暨國會友臺小組副主席 伏贊（Jānis Vuvāns）
- 緬甸緬甸臺灣貿易合作委員會主席 臘貌烏（Hla Maw Oo）
- 荷蘭前首相 德里斯·范阿赫特、泛歐自由黨派聯盟主席 漢斯·范巴倫
- 奈及利亞參議院外交委員會主席 孫茉努（英语：Monsurat Sunmonu）參議員
- 秘魯國會議員 維克多·安德烈斯·賈西亞·貝朗德（英语：Víctor Andrés García Belaúnde）
- 葡萄牙國會友臺小組主席 保羅·奧利維拉（葡萄牙语：Paulo Rios de Oliveira）議員
- 斯洛伐克前總理 伊维塔·拉迪乔娃
- 南非因卡塔自由党黨魁 布德萊齊（英语：Mangosuthu Buthelezi）親王
- 斯里蘭卡统一国民党執行委員會委員 古尼瓦登那（Lasantha Gunawardana）
- 泰國前外交部長 葛賽（英语：Krasae Chanawongse）
- 英国臺英國會小組共同主席 奈傑爾·埃文斯議員

## 就職國宴

總統蔡英文於國宴會場

第十四任總統、副總統就職国宴不同以往於圓山大飯店舉行，首度移師台北萬豪酒店，邀請來訪外賓、使節團及國內政要共襄盛舉。國宴菜色沿襲前屆風格，講求食材履歷、族群平衡以及台灣特色，共有8道菜餚及甜點、飲品。

## 各界反應

### 總統當選後
- 前國家安全會議秘書長蘇起表示，就職演說將是重大關鍵，若蔡英文不談兩岸同屬一个中国或接受九二共識，結果將是一翻兩瞪眼。[6]
- 前總統府發言人羅智強表示，接受九二共識，兩岸關係才能取得一個至少的緩衝期，能夠有機會沿著前人的步伐讓兩岸關係往前走。[7]
- 中國國民黨前立法委員邱毅表示，蔡英文應該不會接受九二共識、不會承認兩岸同屬一中，他可預期：兩岸官方協商中斷，中國大陸觀光客鋭減，農產品銷陸受挫。[8]
- 國立臺灣大學政治系兼任副教授劉國興投書《中國時報》表示，蔡英文打出了民主牌、欲以民主的台灣對抗不民主的中國大陸，但美國的「中東民主牌」證明民主的價值往往因現實的需要而改變；與其打出民主牌，不如打出妥協、談判、和解牌更為有效。[9]
- 中國共產黨机关报《人民日報》海外版微信公号「侠客岛」發文表示，蔡英文可以不講九二共識，但必須認同九二共識的「核心意涵」。[10][11][12]
- 前國家安全會議副秘書長張旭成宣稱，民進黨邀請許多國際學者、智庫人士參加總統就職典禮，部分接到邀請函的美國友人卻被要求自己買機票、自付旅館錢，中華民國外交部對他說這是民進黨中央黨部的決定，「這一些民進黨國際部的人，真正要再謙卑」。民進黨發言人阮昭雄表示，總統就職典禮，相關國際貴賓的邀請、接待禮節的規劃，均以國家外交事務的順利推動為原則，由外交部按照慣例辦理，民進黨中央黨部沒有介入，張旭成所言「並不是事實」[13]。

### 王毅憲法說
2月25日，中华人民共和国外交部部长王毅在CSIS演講時表示，希望台灣新的執政者在5月20日後以自己的方式，表明願意繼續推動兩岸關係和平發展，願意接受「他們自己的憲法」所規定的大陸與臺灣同屬「一个中国」。
- 中華民國總統馬英九表示，這是對《中華民國憲法》存在事實的認知，如果大陸當局願意正視《中華民國憲法》，將會有利於未來兩岸關係的和平發展，值得期待。[17][18]
- 中華民國前立法院副院長洪秀柱表示，非常正視到中華民國政府的存在。[19]
- 中華民國前副總統呂秀蓮表示，王毅憲法一中說，是誘敵之計。[20]
- 前民主進步黨主席謝長廷表示，背景和用意當然值得探討，但如詮釋為基本立場的鬆動，應該是一廂情願的樂觀和誤解。[21]
- 美國在台協會前理事主席卜睿哲表示，在王毅的說法中，沒有看到太多新觀點，但有趣的地方是「他們自己的憲法」。[22][23]
- 北京大學台灣研究院院長李義虎接受中國時報專訪表示，聽者不能只抓其中某個關鍵詞。[24]

### 抵制行動
- 5月3日，臺灣婦女運動人士李元貞投書《自由時報》批評，林全內閣女性閣員比例創新低，「離彭婉如為民進黨開創的『婦女參政四分之一』的局面太遠」，即將上任的蔡英文在提拔女性參政的表現反而不如前兩任男總統（陳水扁與馬英九）[25]。同日，婦女新知基金會、勵馨基金會等婦女團體不滿林全內閣女性閣員比例創新低，到民主進步黨中央黨部樓下演行動劇並翻桌抗議；婦女新知基金會董事長沈秀華代李元貞宣讀聲明稿表示，李元貞已決定拒絕出席本月20日的蔡英文就職國宴[26]。

### 陳水扁不出席
- 5月18日，陳水扁辦公室發布聲明稿表示，為避免失焦，陳水扁及其妻吳淑珍決定婉拒出席本月20日的蔡英文就職國宴，但陳水扁給蔡英文「完全的祝福與支持」[27]。

### 表演內容爭議

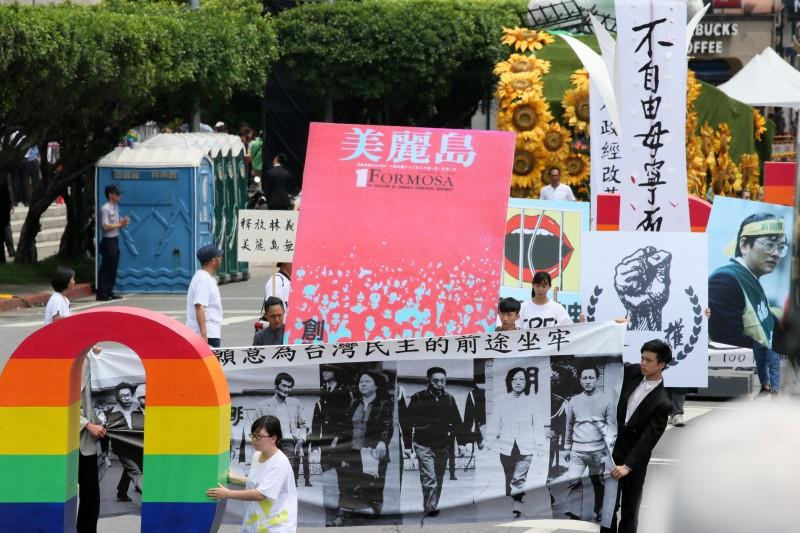
總統就職典禮進行彩排，安排臨時演員高舉標語重現社會運動抗爭場景，引發社運界抨擊。

- 5月18日，總統就職典禮進行彩排，其中一段節目〈台灣民主進行曲〉安排臨時演員高舉「今天拆大埔，明天拆政府」、「核電歸零」等抗議標語重現社會運動抗爭場景，引發社運界抨擊民主進步黨把人民抗爭當成執政嘉年華[28]。前民進黨文宣部主任陳芳明在臉書評論，社會運動不是任何政黨的附庸，民進黨不能這樣收割社運的果實，他質疑「民進黨變得有些狂妄」、提醒民進黨「不要被勝利沖昏了頭」；曾代表民進黨參選立法委員的導演陳文彬也在臉書評論，每一句標語背後可能是一個家庭的破滅、一條人命、一個社區的支離破碎，他質疑〈台灣民主進行曲〉的規劃者與演員們有無想過抗爭現場受迫害者的心情[29]。另外，總統就職典禮彩排時，華光社區反迫遷抗爭案被告及其聲援者前往臺灣高等法院開庭，在貴陽街遇見彩排隊伍；在場的國安人員連忙召集在旁待命的總統府內憲兵聚集，形成真社運被假社運擋在禁制區外的景象[30][31]。
- 5月19日上午，2016工鬥連線、台灣農村陣線、全國關廠工人連線等20餘個社運團體聚集在台北賓館前抗議，並演出行動劇表示社運被民進黨吃豆腐；同日上午，民進黨發表聲明稿，宣布取消抗議標語表演，僅保留解嚴、野百合學運等「民主改革」部分；內定總統府發言人黃重諺說，〈台灣民主進行曲〉是要政府團隊時時警惕，不能漠視人民的聲音[32]。但台灣綠黨秘書長許博任說，民進黨把人民血淚拿來慶祝就職典禮，不僅讓人感到痛心，更讓人覺得民進黨沒有血淚與同理心；全國關廠工人連線成員陳秀蓮說，民進黨聲明稿是「零分的作文」，若蔡英文不回應勞工訴求，「我們不會放過妳」[33]；2016工鬥連線代表說，民進黨聲明稿宣稱表演內容仍保留「民主改革」部分，但他們質疑「民主改革這件事情，這麼容易被民進黨收攏嗎」[34]。民進黨立法委員王定宇說，社運是台灣民主化過程中的重要元素，不應該在總統就職典禮中缺席，但是表演的形式應該尊重各社運團體的感受，所以他贊成取消抗議標語表演[35]。籌劃〈台灣民主進行曲〉的紙風車文教基金會董事長柯一正回應，蔡英文政府相信紙風車團隊、將就職典禮節目交給紙風車，「我們認為要將台灣歷史中發生的重要關鍵陳列出來，我到現在都不認為是不對的」[36]。
- 5月20日，總統府外慶祝大會最後，國立實驗合唱團與臺北市松山區敦化國民小學合唱團共同帶領蔡英文、陳建仁與全場群眾合唱曾經被行政院新聞局列為禁歌的歌曲〈美麗島〉[37]；但原住民族青年陣線在臉書引〈美麗島〉歌詞抨擊，就職典禮中不少橋段仍有漢族沙文主義作祟，「從國民黨『大中國史觀』到民進黨『台灣人史觀』，（臺灣）原住民族跟著你們『篳路藍縷』，我們就『顛沛流離』；你說這是美麗島，啟的都是我們的山林」[38]。
- 5月22日，台灣原住民族政策協會發布給蔡英文的公開信，要求蔡英文與蔡英文政府，必須針對就職典禮上對原住民族的再次傷害公開道歉[39]。
- 5月23日，民進黨立法委員鍾佳濱說，就職典禮當天的表演旁白，用來形容臺灣原住民而挨批的「草莽粗獷」一詞，讓他想到中國近代史上曾經將英國以未開化蠻夷「英狤猁」稱之，這種用詞流露的是以「上國心態」來面對非我族類的傲慢；文化部部長鄭麗君回應，原住民聽到「草莽粗獷」一詞一定會感到不受尊重，就職典禮當天的表演旁白確實不妥[40]。

## 外部連結
- 就職典禮全紀錄_總統府影音頻道 （页面存档备份，存于）